# Greyhawk
Greyhawk – świat fantasy stworzony na potrzeby gry fabularnej Dungeons & Dragons przez Gary’ego Gygaxa.
Greyhawk jest najstarszym światem stworzonym na potrzeby gier fabularnych, (ang. campaign setting). Była to domowa kampania Gary'ego Gygaxa (pomysłodawcy D&D) do oryginalnego Dungeons & Dragons wydanego w roku 1974. Do chwili obecnej powstały trzy edycje tego świata. Kolejne wydanie Greyhawk to Greyhawk Adventures, ukazało się do systemu Advanced Dungeons & Dragons (1st Edition). Kilka zestawów pudełkowych opisujący świat Greyhawk został wydany razem z drugą edycją AD&D. Aktualna, trzecia edycja powstała na potrzeby trzeciej edycji D&D i rozgrywek RPGA.
Świat Greyhawk kojarzony jest z krainą Flanaess, stanowiącą wschodnią część kontynentu Oerik na planecie Oerth. Opis innych regionów to głównie fan fiction, pozostaje więc do dyspozycji wyobraźni graczy. Kosmologię Greyhawka opisują podręczniki źródłowe oraz suplementy poszczególnych edycji AD&D/D&D.
W świecie tym osadzona jest gra komputerowa Świątynia pierwotnego zła.